# Anhofen (Bibertal)
Anhofen ist ein Gemeindeteil der Gemeinde Bibertal im schwäbischen Landkreis Günzburg (Bayern).

## Lage
Das Kirchdorf liegt auf freier Flur im Südosten des Gemeindegebietes, zehn Kilometer von Günzburg entfernt. Es wird von der Kreisstraße GZ 5 durchquert.

## Geschichte

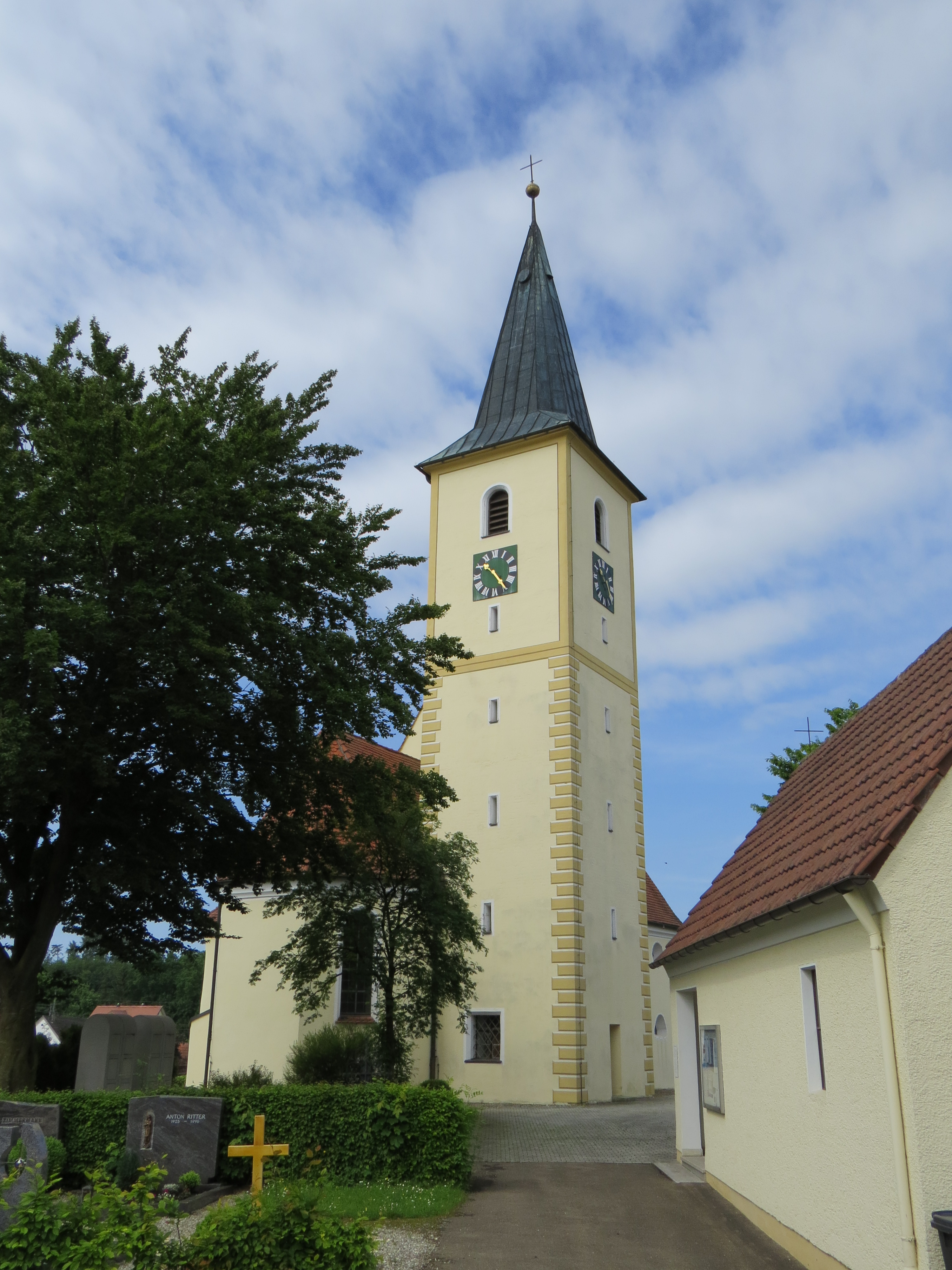
Kirche St. Maria Immaculata

Das Dorf wird 1109 als „Annenhoven“ im sogenannten Wettenhausener Homiliarium, einer Schenkungsurkunde des Klosters Wettenhausen, genannt. Im 13. Jahrhundert ging Anhofen an das Hochstift Augsburg, das meistens Ulmer Bürgern die Grundherrschaft als Lehen übertrug. Im Jahr 1506 verkauften Apollonia Besserer und ihr Mann Georg Kraft das Dorf an Jörg Rieter von Bocksberg (siehe Herrschaft Bocksberg), der es bis 1588 behielt. 1649 war es in den Händen des bayerischen Obersten Johann Heinrich Freiherr von Lapière. Von diesem ging es an die von der Halden, dann an die Freiherren von Lasser und schließlich an die von Deuring. Im Jahr 1805 kam Anhofen an die Herren von Reck.
Anlässlich der bayerischen Gebietsreform wurde zum 1. Mai 1978 die ehemals selbständige Gemeinde Anhofen mit ihren Ortsteilen Emmenthal und Happach zusammen mit anderen Gemeinden zur Einheitsgemeinde Bibertal zusammengeschlossen.

## Baudenkmäler
- Katholische Pfarrkirche St. Maria Immaculata
- Feldkapelle, erbaut im 18. Jahrhundert

## Persönlichkeiten
- Theodor Dirr (1857–1931) war Bürgermeister von Anhofen, stellvertretender Parteivorsitzender des Bayerischen Bauernbundes und Mitglied der Weimarer Nationalversammlung